# Redondo Beach
Redondo Beach ist eine Stadt im Los Angeles County im US-Bundesstaat Kalifornien.
Das U.S. Census Bureau hat bei der Volkszählung 2020 eine Einwohnerzahl von 71.576 ermittelt.
Redondo Beach ist mit den benachbarten Städten Hermosa Beach und Manhattan Beach eine der drei sogenannten Beach Cities im Einzugsbereich der South Bay von Los Angeles.

## Film und Fernsehen
Redondo Beach und der dortige Pier mit seinen Bars und Diners tauchten schon in etlichen Film- und TV-Produktionen auf. Für die amerikanische Fernsehserie O.C., California diente der Pier als Hauptdrehort (Redondo Beach gehört jedoch tatsächlich nicht zum Bezirk Orange County). Auch für die Serien Dr. House, CSI: Miami, Dexter, Baywatch – Die Rettungsschwimmer von Malibu oder 24 wurde in Redondo Beach und am Redondo Beach Pier gedreht.
Teile der Stadt, Küste und des Strandes sieht man außerdem in Filmen wie Pirates of the Caribbean – Am Ende der Welt, Jurassic World, Zimmer 1408, Big Mama’s Haus 2, Collateral, Gefährliche Brandung oder Men at Work.
Die Serie Trio mit vier Fäusten (Riptide) war am Hafenbereich King Harbor angesiedelt und spielte insbesondere rund um den Redondo Beach Pier und im Yachthafen. In der Serie wurde King Harbor jedoch wie eine eigenständige Gemeinde dargestellt, mit entsprechend beschildertem Polizeirevier, Krankenhaus etc.

## Musik
Redondo Beach findet Erwähnung im Song Surfin’ U.S.A. von den Beach Boys.
Redondo Beach ist Thema im gleichnamigen Song von Patti Smith, zu finden auf ihrem Debütalbum Horses aus dem Jahr 1975.

## Ursprung
Der Ursprung der Stadt liegt in einer umfangreichen Landschenkung des spanischen Königs Karl III. aus dem Jahre 1784. In dieser Landschenkung wurden dem Rancho San Pedro 17 spanische Leguas (entsprechen ungefähr 305 km²) garantiert. Diese Landschenkung wurde 1828 von der mexikanischen Regierung (195 km²) und 1858 von den USA (100 km²) wiederholt, wenn auch jeweils mit deutlich verringertem Umfang. Aus einem Teil dieses Territoriums wurde später derjenige Teil von Redondo Beach, der unmittelbar an der Küste der South Bay von Los Angeles liegt. Das Stadtgebiet von Redondo Beach besteht aus zwei nur mit einem schmalen Streifen miteinander verbundenen Gebieten, einem unmittelbar an der Küste und einem weiter landeinwärts gelegenen.

## Verkehr
Redondo Beach ist durch die Green Line an das Streckennetz der Los Angeles Metro Rail angeschlossen. Eine Verbindung mit dem umfangreichen Netz an Stadtautobahnen im Großraum von Los Angeles besteht durch die Interstate 105. Der berühmte Pacific Coast Highway führt durch die Stadt.

## Söhne und Töchter der Stadt
- Edwin Mattison McMillan (1907–1991), Physiker
- Hisaye Yamamoto (1921–2011), Schriftstellerin
- Paul Salamunovich (1927–2014), Chorleiter, Komponist und Hochschullehrer
- Michael Dudikoff (* 1954), Actionfilmstar
- David Vanole (1963–2007), Fußballspieler
- Bill Auberlen (* 1968), Autorennfahrer
- Jennifer Stewart (* 1968), Pornodarstellerin
- Amy White (* 1968), Schwimmerin
- Carl Henkel (* 1969), Beachvolleyballspieler
- Sean Rosenthal (* 1980), Beachvolleyballspieler
- Sarah Hammer (* 1983), Radrennfahrerin